# Optique adaptative
Pour les articles homonymes, voir Optique (homonymie).
L'optique adaptative est une technique qui permet de corriger en temps réel les déformations évolutives et non-prédictives d'un front d'onde grâce à un miroir déformable. Elle utilise un principe similaire à l'optique active.

## Éléments historiques
Tout d'abord développée dans les années 1950, son domaine principal d'utilisation est l'astronomie mais commence à s'étendre à bon nombre d'autres domaines (fusion, médical, télécommunications). On commence à l'utiliser en ophtalmologie afin de produire des images très précises de la rétine.
Lorsque l'optique adaptative est utilisée pour corriger des déformations lentes introduites non par l'atmosphère mais par l'instrument optique lui-même – effet du vent, de dilatation des matériaux, de la gravité, etc. – on parle plutôt d'optique active.
Aujourd'hui la recherche est très active dans ce domaine, principalement autour de l'optique adaptative sur miroir liquide. La technologie des miroirs liquides a récemment connu beaucoup de succès grâce à l'utilisation de ferrofluide permettant à un champ magnétique de contrôler la forme du miroir.

## Principe
Cette technique est notamment utilisée en astronomie par les télescopes terrestres pour corriger les observations d'étoiles entre autres. Si nous avons l'impression qu'une étoile scintille, ce n'est pas parce qu'elle émet de la lumière d'une façon non constante, mais en raison de la turbulence atmosphérique qui déforme l'image que nous en avons — et plus particulièrement une caractéristique du rayonnement lumineux appelé le front d'onde ou phase. En effet, une étoile, supposée ponctuelle dans le ciel visible et située à une distance très grande par rapport à l'échelle de la Terre, émet une lumière avec un front d'onde sphérique qui, à notre échelle peut être considéré plan. Cependant, si on considère le cas d'un télescope ayant un miroir primaire d'un diamètre de plusieurs dizaines de mètres tel que l'ELT par exemple, le front d'onde compris dans la surface du miroir primaire va subir des déformations aléatoires et conséquente lorsqu'il traverse l’atmosphère à cause des variations d'indice optique causées par les turbulences atmosphériques. Ce qui s'explique par la dépendance de l'indice optique en fonction de la température et de la pression locale de l’atmosphère traversée — voir le modèle de Gladstone-Dale. Le chemin optique que parcourt un rayon lumineux étant défini comme l'intégrale de {\displaystyle n*dl} (n l'indice optique, dl le déplacement élémentaire le long du trajet), les rayons lumineux ne parcourent pas le même chemin optique : le front d'onde que l'on observe n'est alors plus plan et l'image est déformée.
En optique adaptative, on utilise alors un analyseur de front d'onde pour estimer la perturbation due à l'atmosphère, puis l'on déforme un miroir (grâce à un système de pistons) de manière à compenser exactement cette perturbation. Ainsi l'image après réflexion sur le miroir est presque telle que s'il n'y avait pas eu de dégradation.

## Mise en place pratique

### Construction de la matrice de commande
En pratique, la mise en place d'un système d'optique adaptative commence par la construction d'une matrice de commande. Cette matrice représente les actionneurs à modifier pour reproduire chacune des aberrations optiques de la base des polynômes de Zernike.

### Analyse de la perturbation du front d'onde
À partir de l'analyse de la perturbation du front d'onde par l'atmosphère via un analyseur de front d'onde on peut décomposer le défaut de front d'onde sur la base des polynômes de Zernike pour compenser les retards en utilisant le miroir déformable. En pratique on ne corrige qu'un nombre limité d'ordres de Zernike permettant d'obtenir un défaut résiduel suffisamment faible.

### Étoile guide

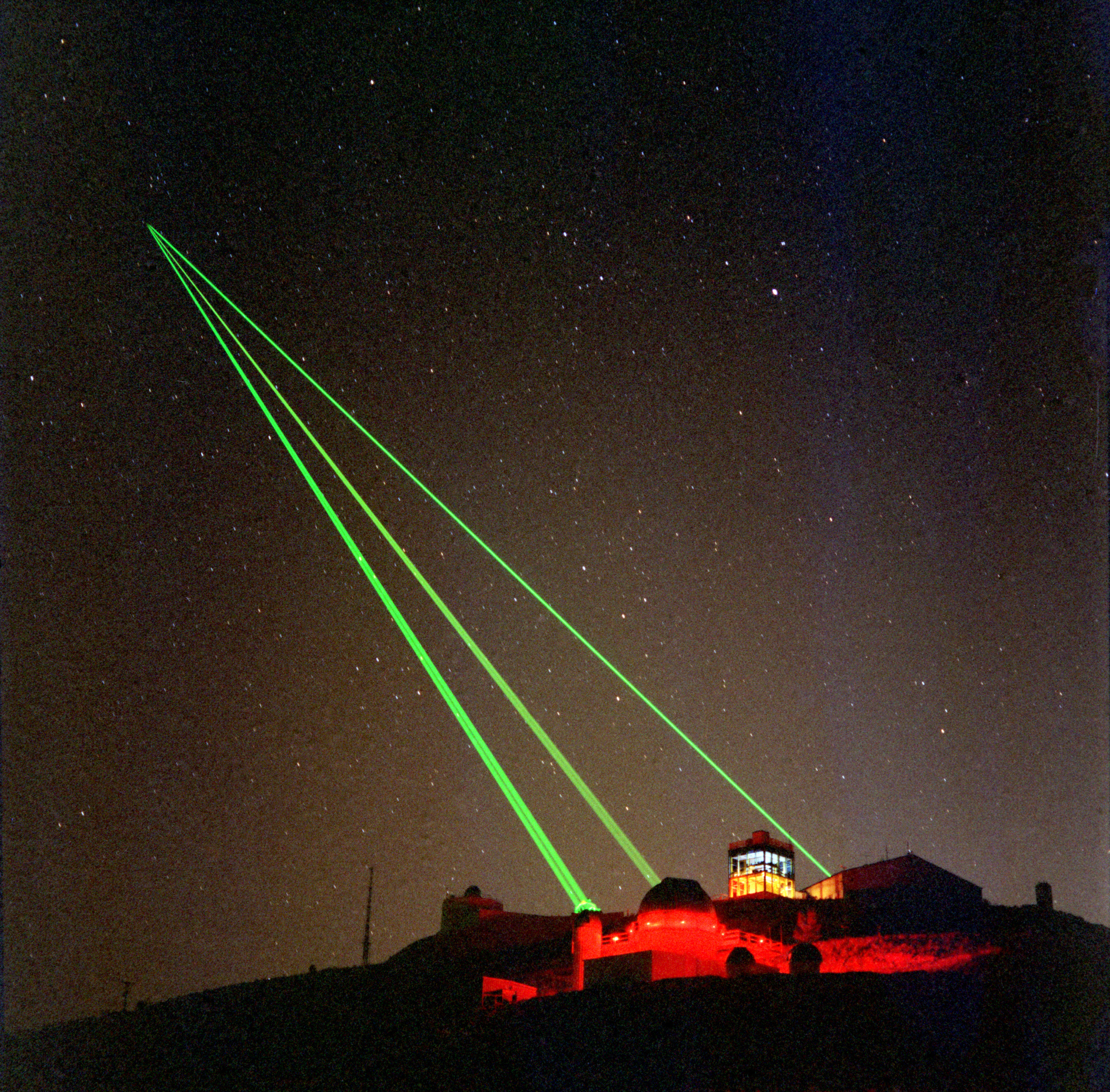
Création d'une étoile artificielle à 80 km pour analyser le front d'onde.

Pour réaliser l'analyse de front d'onde il est nécessaire d'observer une étoile qui servira de référence et qui sera suffisamment brillante pour mesurer et corriger  les défauts dus à la perturbation atmosphérique. Comme il est statistiquement rare qu'une telle étoile se trouve dans le champ du télescope, une possibilité est l'utilisation d'une étoile artificielle. L'idée a été proposée en 1987 par Antoine Labeyrie, dont le principe consiste à exciter avec un laser pulsé à 589,3 nm les atomes de sodium présents en quantité importante dans la bande atmosphérique située vers 80 km. Cette excitation des atomes de sodium engendre une émission spontanée de lumière similaire à un flash virtuel de caractéristiques connues, qui constitue une étoile guide artificielle. L'idée a été la première fois appliquée en 1996 à Calar Alto.

### Correction tip-tilt
La correction la plus simple en optique adaptive est la correction dite tip-tilt, qui correspond à une correction des tilts (inclinaisons) du front d'onde en deux dimensions (équivalent à une correction des décalages de position de l'image). Ceci est réalisé à l'aide d'un miroir tip–tilt à mouvement rapide qui effectue de petites rotations autour de deux de ses axes. Une fraction significative de l'aberration introduite par l'atmosphère peut être supprimée de cette façon.
Les miroirs tip–tilt sont en réalité des miroirs segmentés possédant un seul segment qui peut basculer (tip) et s'incliner (tilt), plutôt que d'avoir un réseau de segments qui peuvent basculer et s'incliner indépendamment. À cause de la relative simplicité de tels miroirs qui ont une course élevée, donc ayant un fort pouvoir de correction, la plupart des systèmes d'optique active les utilisent en premier lieu, pour corriger les aberrations d'ordre faible. Les aberrations d'ordre élevé peut ensuite être corrigées avec des miroirs déformables.

### Déformation du miroir
Afin de corriger les perturbations optiques, il est nécessaire de corriger le front d'onde entrant dans le système optique. Cette correction peut se faire de deux manières.

#### Modification de la forme de la surface

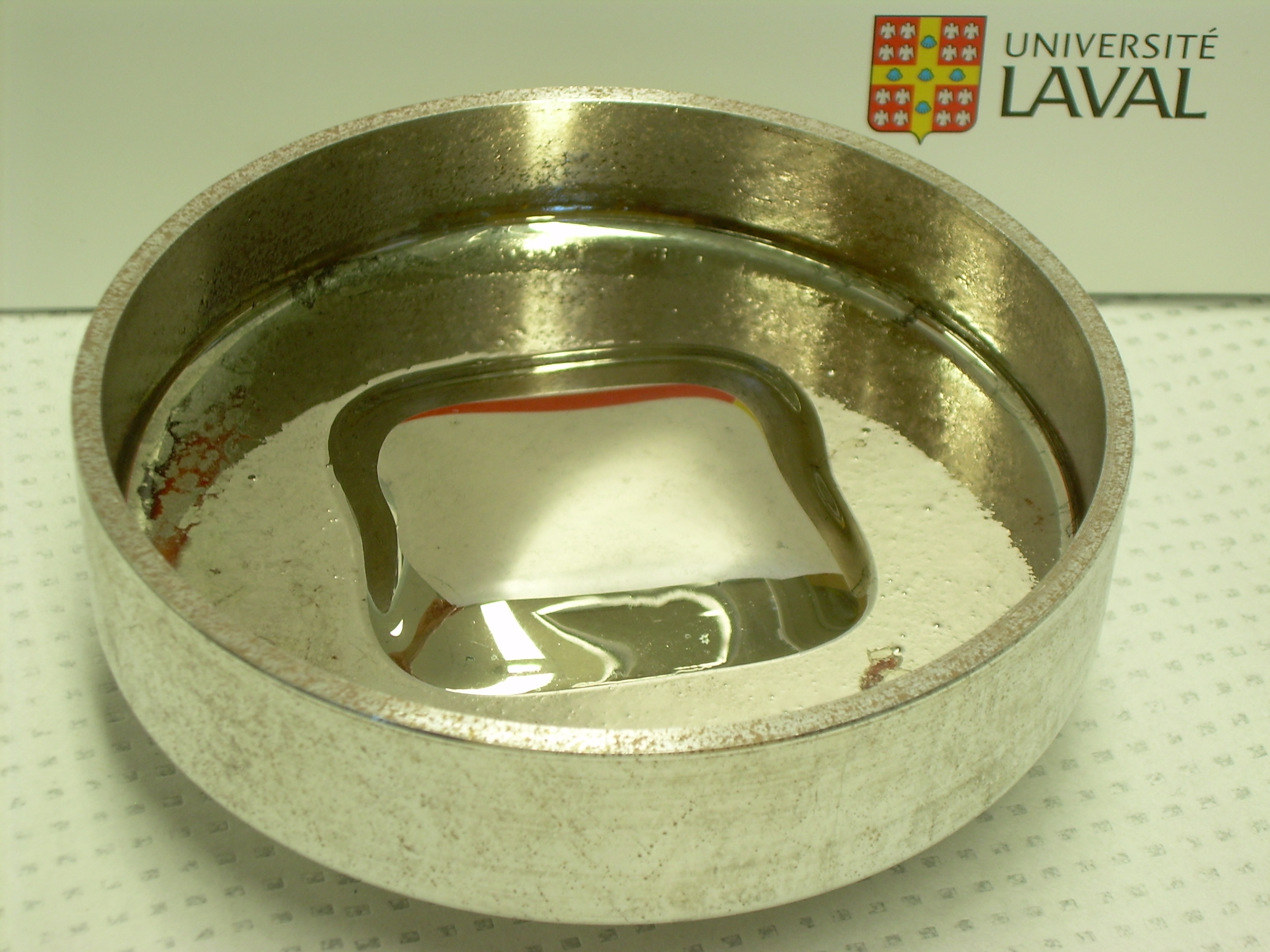
Miroir déformable à ferrofluide

Une méthode pour corriger les distorsions consiste à utiliser des miroirs ou des plaques de verre déformables pour modifier le parcours et le chemin optique des rayons lumineux entrants.
Ces miroirs doivent être suffisamment fins pour être déformés sans trop de contraintes, leur épaisseur est généralement de l'ordre du millimètre. La déformation peut être réalisée de plusieurs façons, notamment par des actionneurs piézo-électriques, électrostatiques ou électromagnétiques.
Il est également possible d'utiliser des miroirs segmentés. Ils ont l'avantage d'être plus simples à réaliser, mais présentent plusieurs défauts, comme de nécessiter beaucoup plus d'actionneurs que les miroirs continus (environ trois fois plus), ou bien d'entraîner une perte de flux entre les interstices séparant les miroirs.

#### Modification de l'indice de réfraction
Une autre méthode, moins coûteuse et complexe à mettre en place, utilise des écrans LCD pour changer localement l'indice de réfraction, et ainsi induire un changement de chemin optique. Cette solution a également l'avantage d'avoir un temps de réponse particulièrement faible.
Néanmoins, cette méthode ne convient pas à l'astronomie, où les problèmes de chromatisme, de polarisation et de bande passante nuisent à la fiabilité du système optique.

## Applications

### Astronomie

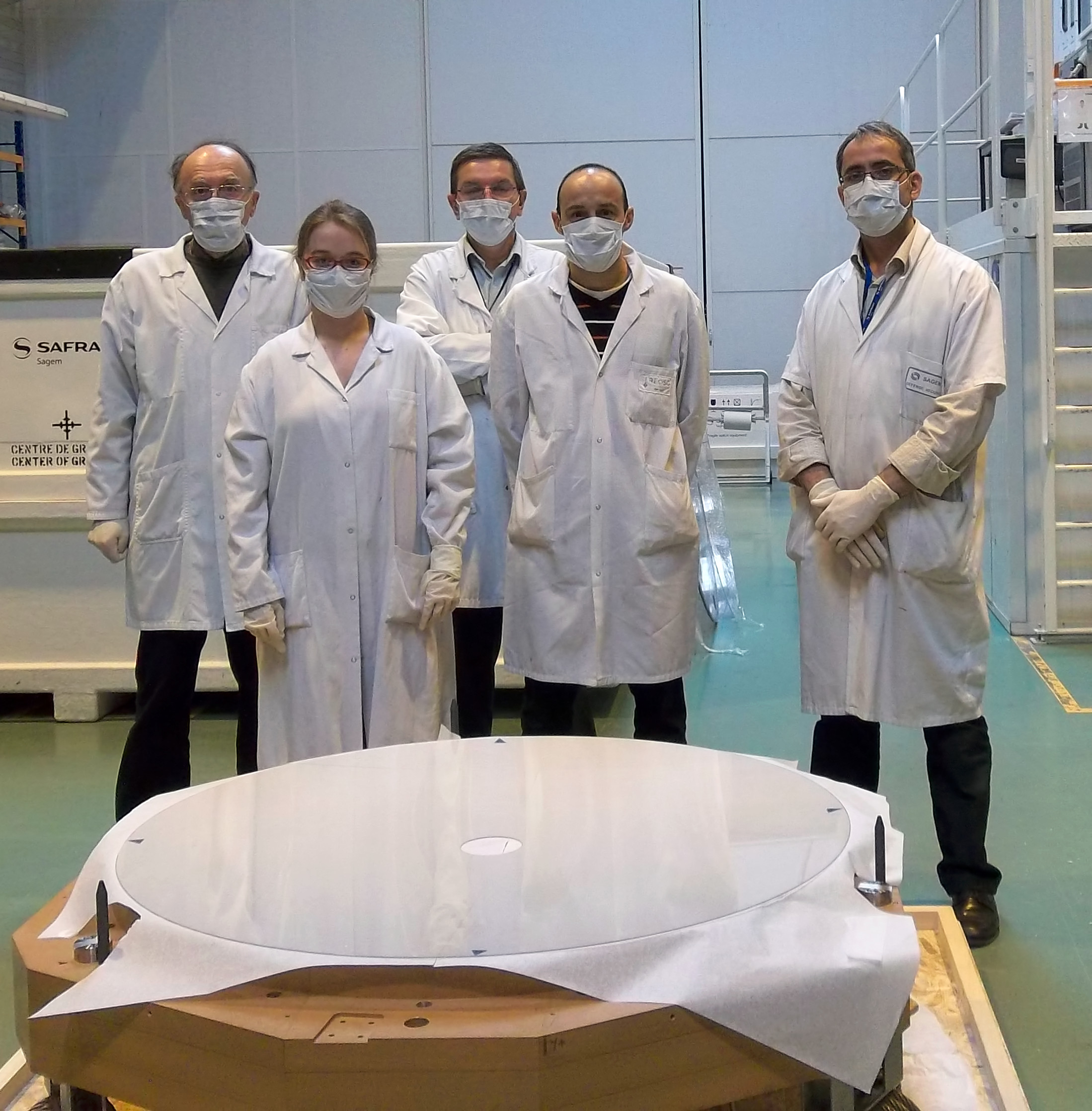
Miroir déformable du VLT

La principale limitation de la qualité des observations astronomiques n'est plus la dimension physique des miroirs collecteurs de flux mais les perturbations atmosphériques. Cette constatation a incité à la création d'observatoires en altitude voire à l'envoi de téléscopes dans l'espace (où l'on s'affranchit du problème atmosphérique).
La résolution du problème des turbulences atmosphériques peut aussi être faite par optique adaptative à l'aide de miroirs déformables rapidement controllés par ordinateur pour compenser les déformations de front d'onde.

### Ophtalmologie
L'optique adaptative permet une amélioration de l'imagerie rétinienne. En effet, l'optique adaptative permet de corriger les défauts introduits par l’œil et elle permet une observation des photorécepteurs. Cette technique est primordiale pour le diagnostic de photorécepteurs détruits en cas de traumatisme ou de maculopathie occulte.

### Communication optique
L'optique adaptative permet de pallier les effets néfastes des perturbations atmosphériques (pluie, nuages, etc.) lors de l'utilisation des communications optiques en espace libre au sol et dans le cas des liaisons entre les satellites et la terre.